# Earl Hindman
Earl Hindman est un acteur américain, né le 20 octobre 1942 à Bisbee (Arizona), mort le 29 décembre 2003  à Stamford (Connecticut).

## Filmographie
- 1971 : Who Killed Mary What's 'Er Name? : Whitey
- 1973 : Pueblo (téléfilm) : QMT Charles B. Law, Jr.
- 1973 : Key West (téléfilm) : Rick
- 1974 : Shoot It Black, Shoot It Blue : Garrity
- 1974 : A Memory of Two Mondays (téléfilm) : William
- 1974 : À cause d'un assassinat (The Parallax View) d'Alan J. Pakula : Deputy Red
- 1974 : Les Pirates du métro (The Taking of Pelham One Two Three) de Joseph Sargent : Monsieur Brown - George Steever
- 1975 : Ryan's Hope (série télé) : Lt. Bob Reid (1975-1984, 1989) (original cast)
- 1977 : Greased Lightning (en) de Michael Schultz : Beau Welles
- 1978 : Têtes vides cherchent coffres pleins (The Brink's Job) : FBI agent
- 1981 : Taps : Lieutenant Hanson
- 1983 : Murder in Coweta County (téléfilm) : J.H. Potts
- 1984 : Concealed Enemies (téléfilm) : Lombardo, FBI
- 1985 : Silverado : J.T. Hollis
- 1986 : Le Bras armé de la loi (One Police Plaza) (téléfilm)
- 1987 : Kojak: The Price of Justice (téléfilm) : Danny
- 1987 : Trois Hommes et un bébé (Three Men and a Baby) : Satch
- 1988 : The Red Spider (téléfilm)
- 1988 : Les Orages de la guerre (War and Remembrance) (feuilleton télé) : Lt. Cmdr. Wade McClusky
- 1988 : Conversations nocturnes (Talk Radio) : Chet / Black John (voice) / Jerry (voix)
- 1990 : ABC TGIF (série télé) : Wilson
- 1990 : Rising Son (téléfilm) : Victor
- 1991 : The Ballad of the Sad Café : Henry Macy
- 1991 : Fires Within : Sergeant
- 1991 : Papa bricole (Home Improvement) (série télé) : Wilson Wilson, Jr.
- 1992 : Stay the Night (téléfilm) : Mike Kettman Sr.
- 2001 : Final  (série télé) : Official
- 2003 : Tim Allen Presents: A User's Guide to 'Home Improvement' (téléfilm) : narrateur / Wilson Wilson